# ルイス・エドゥアルド・ペレス
ルイス・エドゥアルド・ペレス（Luis Eduardo Pérez, 1774年 - 1841年8月30日）はウルグアイの政治家。ウルグアイの初代大統領代理を務めた。

## 経歴
ウルグアイの元老院議長を務めていた時、ウルグアイ独立に際して臨時的に大統領となった。